# Amnesty (I)
Amnesty (I) é o quarto álbum de estúdio da dupla eletrônica Crystal Castles, lançado em 19 de agosto de 2016 pela Fiction Records e Casablanca Records. É o primeiro álbum lançado desde a saída da vocalista Alice Glass da dupla, que ocorreu em 2014, e o primeiro álbum com a presença da nova vocalista, Edith Frances.

## Lançamento e divulgação
Em 15 de abril de 2015, Ethan Kath lançou uma nova faixa intitulada "Frail" no SoundCloud, com o comentário "esta é a Edith nos vocais". A faixa foi lançada digitalmente no iTunes um mês depois, em 11 de maio. Kath compartilhou uma segunda faixa, intitulada "Deicide", em 2 de julho, que foi lançada no iTunes em 10 de julho. Uma nova versão de "Deicide" foi lançada no álbum, recebendo o título "Their Kindness Is Charade". No final de novembro de 2015, Edith Frances fez seu primeiro como vocalista do Crystal Castles na África do Sul.
Na última semana de junho de 2016, a faixa "Concrete" vazou na internet. Posteriormente, a faixa foi lançada como single em 6 de julho, acompanhada de um videoclipe no YouTube. Em 29 de junho, a banda apresentou uma nova faixa, "Femen", em conjunto com um teaser no Vimeo que mostra vários pássaros presos e se debatendo em redes no meio de uma neblina. Em 11 de julho, a banda anunciou o novo álbum, "Amnesty (I)", junto com sua capa e a lista de faixas, além de lançar o terceiro single oficial, "Char", na BBC Radio 1. O single e a pré-venda do álbum foram disponibilizados um dia depois, em 12 de julho. "Fleece", quarto e último single, foi disponibilizado em 16 de agosto na página da banda no iTunes, seguido pelo lançamento oficial do álbum em 19 de agosto de 2016.
Um remix não oficial de "Kept", pela artista AGTHA, foi lançado em 2022, sendo um grande sucesso na comunidade de Crystal Castles.

## Lista de músicas
Amnesty (I) – edição digital
| N.º            | Título                      | Produtor(es)   | Duração |  |
| 1.             | "Femen"                     | Kath           | 2:32    |  |
| 2.             | "Fleece"                    | Kath           | 2:35    |  |
| 3.             | "Char"                      | Kath           | 3:08    |  |
| 4.             | "Enth"                      | Kath           | 3:29    |  |
| 5.             | "Sadist"                    | Kath           | 2:30    |  |
| 6.             | "Teach Her How to Hunt"     | Kath           | 1:55    |  |
| 7.             | "Chloroform"                | Kath           | 3:08    |  |
| 8.             | "Frail"                     | Kath           | 2:49    |  |
| 9.             | "Concrete"                  | Kath           | 3:16    |  |
| 10.            | "Ornament"                  | Kath           | 4:07    |  |
| 11.            | "Their Kindness Is Charade" | Kath Jake Lee  | 3:45    |  |
| Duração total: | Duração total:              | Duração total: | 33:14   |  |

Amnesty (I) – CD (faixa bônus)
| N.º            | Título                      | Producer(s)    | Duração |  |
| 11.            | "Kept"                      | Kath           | 4:04    |  |
| 12.            | "Their Kindness Is Charade" | Kath Jake Lee  | 3:45    |  |
| Duração total: | Duração total:              | Duração total: | 37:18   |  |

Notas
- "Femen" conta com um cover da canção "Smells Like Teen Spirit" performado pelo coral Scala & Kolacny Brothers.[17]
- "Kept" possui samples de "Other People" e "New Year" da dupla Beach House. [18]
- "They Kindness is Charade" contém produção adicional do artista de witch house Jake Lee, conhecido profissionalmente como Sidewalks and Skeletons.

## Recepção crítica
| Críticas profissionais | Críticas profissionais |
| Pontuações agregadas   | Pontuações agregadas   |
| Fonte                  | Avaliação              |
| ---------------------- | ---------------------- |
| Metacritic             | 67/100                 |
| Avaliações da crítica  |                        |
| Fonte                  | Avaliação              |
| AllMusic               | [ 20 ]                 |
| Clash                  | 7/10                   |
| Consequence of Sound   | B-                     |
| Drowned in Sound       | 6/10                   |
| The Guardian           | [ 24 ]                 |
| Pitchfork              | 6.8/10                 |
| PopMatters             | [ 26 ]                 |

Amnesty (I) recebeu avaliações geralmente positivas. No Metacritic, obteve uma pontuação de 67/100 pontos baseado em 19 avaliações, indicando "críticas geralmente favoráveis".

## Tabelas musicais
| Tabelas (2016)                           | Posição |
| ---------------------------------------- | ------- |
| Bélgica (Ultratop Flandres)              | 85      |
| Bélgica (Ultratop Valônia)               | 182     |
| Suíça (Schweizer Hitparade)              | 95      |
| Reino Unido (Official Albums Chart)      | 86      |
| Estados Unidos (Dance/Electronic Albums) | 2       |